# Weiprecht II. von Helmstatt

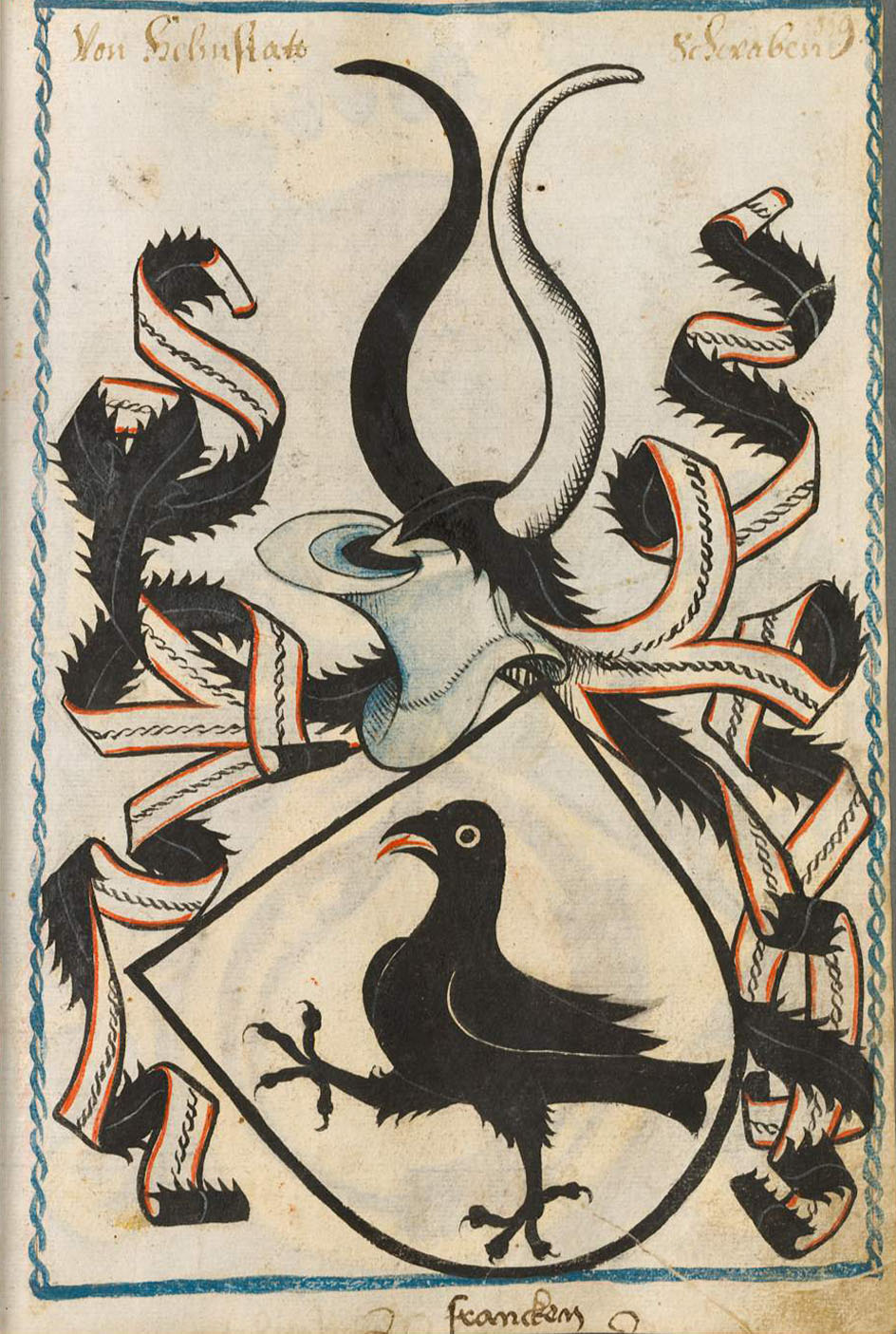
Wappen der Herren von Helmstatt

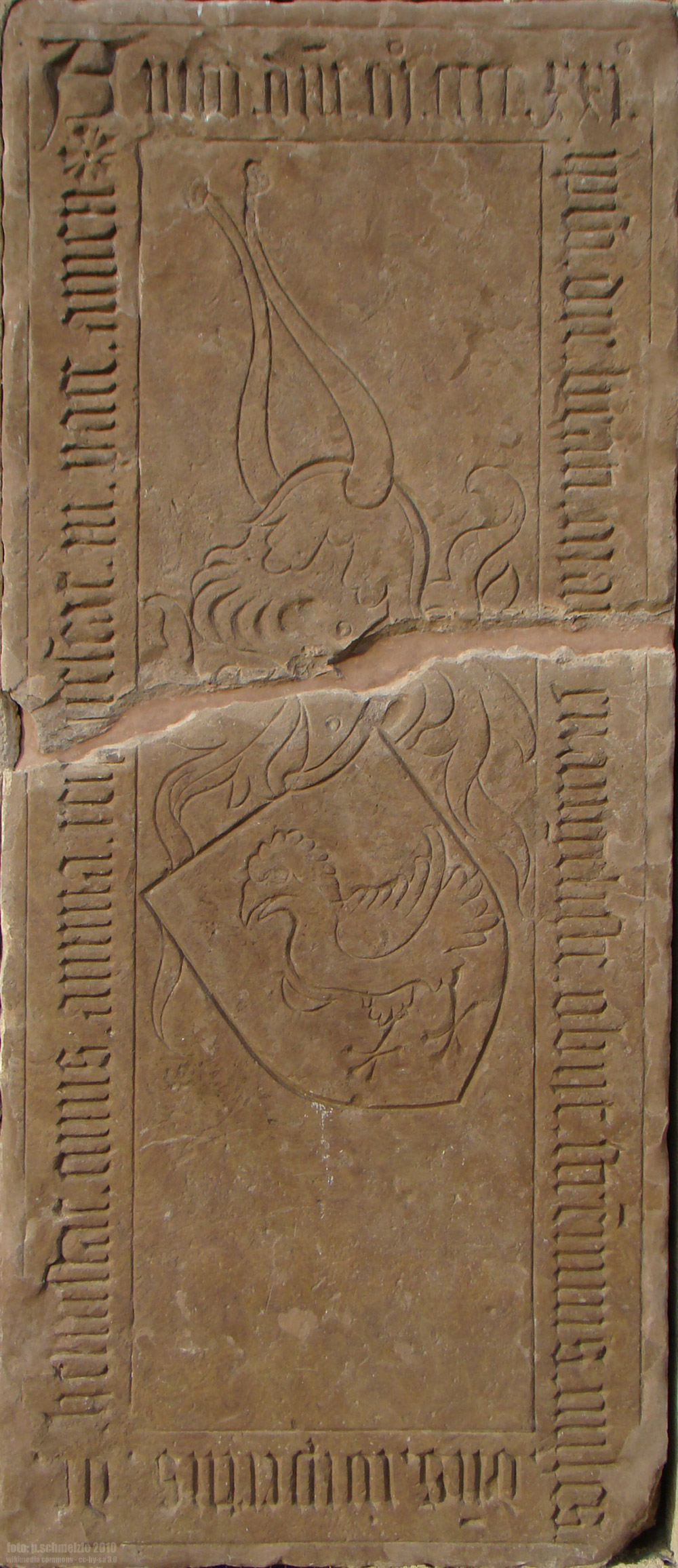
Grabplatte Weiprechts II. von Helmstatt an der Totenkirche in Neckarbischofsheim

Weiprecht II. von Helmstatt (* 1369; † 25. April 1421; auch: Weiprecht der Junge oder Wiprecht von Helmstatt) war pfälzischer Rat und Vogt im Oberamt Bretten. Er entstammte der reichsritterschaftlichen Familie der Herren von Helmstatt und begründete den Oberöwisheimer Ast der Herren von Helmstatt.

## Familie
Weiprecht II. war der Sohn des Weiprecht I. von Helmstatt († 5. Dezember 1408) und der Anna von Neipperg († 1415). Er war mit Elisabeth von Handschuhsheim († 1430) verheiratet, die Tochter des Heinrich von Handschuhsheim und der Gela von Sachsenhausen. Aus dieser Verbindung entstammen sieben Kinder: Heinrich, Dompropst zu Speyer, Raban († 14. Mai 1436), Domsänger bzw. Dompropst zu Speyer sowie Domherr zu Mainz und Trier, Weiprecht († 24. August 1445), Vogt im Oberamt Heidelberg, verehelicht mit Anna von Hirschhorn, der Nichte des Speyerer Domherren Konrad von Hirschhorn († 1413). Außerdem Gertrud, verheiratet mit Hans Hofwart von Kirchheim, Anna, in erster Ehe verheiratet mit Konrad von Frankenstein und in zweiter Ehe mit Hans Nothaft, sowie eine weitere Tochter, die verehelicht war mit Peter von Flersheim und eine weitere Tochter, vermählt mit Burkhard von Gebsattel.
Der Bruder Weiprechts II., Raban von Helmstatt († 1439), war ab 1399 Bischof von Speyer und ab 1430 Erzbischof von Trier; damit auch einer der drei geistlichen Kurfürsten des Heiligen Römischen Reiches.

## Leben
Weiprecht II. von Helmstatt war Komtur des Deutschen Ordens, er folgte um 1392 seinem Vater in das Amt des Vogtes in Bretten und hatte ab 1409 die Hochgerichtsbarkeit in Oberöwisheim und 1420 das Vogtrecht in Oppenheim. Weiprecht II. war Kanzler König Ruprechts von der Pfalz und fungierte als einer der sieben Schiedsrichter bei der Aufteilung des Landes unter seine Söhne. Den Nachfolger Kurfürst Ludwig III. begleitete er zum Konzil von Konstanz.

## Tod und Gedenken
Weiprecht II. fand seine letzte Ruhestätte in der von seinen Eltern als Familiengrablege eingerichteten Totenkirche zu Neckarbischofsheim. Die Zeitschrift für die Geschichte des Oberrheins, Band XXIV (1872) zitiert in dem Beitrag Die Grabmale der Edlen von Helmstatt in der Todtenkirche zu Neckarbischofsheim die gotische Inschrift seiner dort erhaltenen Grabplatte:

„Anno domini 1421 ipso die beati Marci evangeliste obiit strenuus miles dominus Wipertus de Helmstat, cuius anima requiescat in pace. amen“

Sein Sohn, der Domsänger Raban von Helmstatt, stiftete 1434 für den Vater ein Jahrgedächtnis am Speyerer Dom, das im jüngeren Seelbuch des Domstiftes unter dem Todestag verzeichnet ist.